# Дрэгонс (регбийный клуб)
«Дрэгонс» (англ. Dragons, валл. Dreigiau, ранее известный как «Ньюпорт Гвент Дрэгонс») — один из четырёх профессиональных региональных клубов Уэльса по регби, выступающий в чемпионате Про12. Коллектив также принимает участие в розыгрышах Англо-валлийского кубка, кубка Хейнекен и, в некоторых случаях, Европейского кубка вызова. Команда совместно управляется регбийным клубом «Ньюпорт» и Валлийским регбийным союзом. Регбисты проводят домашние матчи на стадионе «Родни Парейд». Клуб охватывает территории Уэльса, как Блайнай-Гвент, Кайрфилли, Монмутшир, Ньюпорт и Торвайн. Суммарная численность населения указанных областей составляет около 500 000 человек. «Драконы» связаны партнёрскими соглашениями с рядом полупрофессиональных и любительских клубов из разных городов страны, среди которых есть и участники Валлийской Премьер-лиги: «Бедуас», «Кросс Киз», «Ньюпорт» и «Понтипул».
Команда создана в 2003 году в результате реорганизации системы регионального регби в Уэльсе. В дебютном для себя сезоне Кельтской лиги коллектив занял третье место. Регбисты практически повторили достижение первого сезона через год, заняв четвёртую позицию. Впрочем, в последующих четырёх сезонах спортсмены из Ньюпорта последовательно финишировали в числе трёх худших команд первенства. В 2007 году валлийцы дошли до полуфинала Европейского кубка вызова, где уступили французской команде «Клермон-Овернь» (29:46). В 2011 году «драконы» играли в 1/2 финала Англо-валлийского кубка, где также проиграли соперникам из «Глостера». Валлийский клуб ни разу не играл в плей-офф наиболее престижного европейского турнира — кубка Хейнекен.

## История

### Создание
Клуб создан 1 апреля 2003 года в результате соглашения между командами «Эббу-Вейл» и «Ньюпорт». Тогда «драконы» стали одним из пяти появившихся региональных коллективов. Однако через некоторое время между сторонами возникли принципиальные разногласия, повлекшие за собой проведение арбитража, проведённого лично генеральным директором регбийного союза Дэвидом Моффеттом. Он порекомендовал клубам организовать работу совместного проекта, используя название «Гвент Дрэгонс». 28 июля того же года команда официально получила новое имя. Этот факт побудил одного из спонсоров «Ньюпорта», Тони Брауна, отказаться от дальнейшего финансирования региональной команды. Однако уже 21 августа, после отставки президента «Эббу-Вейл» Маркуса Расселла и переименования команды («Ньюпорт энд Гвент Дрэгонс») Браун вернулся в число спонсоров.. После того, как регбийный союз потребовал обосновать произошедшие изменения и объяснить природу возникших противоречий, клубы пришли к новому соглашению, и коллектив получил новое название — «Ньюпорт Гвент Дрэгонс». 12 ноября управляющая клубом компания «Gwent Rugby Ltd» приступила к работе. 27 ноября создана новая управляющая компания — «Dragons Rugby Ltd.». Команде «Ньюпорт» и регбийному союзу принадлежат по 50% организации.

### 2003—2005
Под руководством тренера Майка Раддока и его ассистента Клайва Гриффитса «драконы» сумели превзойти свои скромные предсезонные ожидания. Состав, укомплектованный игроками «Ньюпорта» и «Эббу-Вейл» прошлого сезона, стартовал с поражения от «Лланелли Скарлетс» (11:35). Однако тот соревновательный год стал для команды самым успешным в истории. Позже регбисты одержали победу над «Оспрейз» (29:19). Капитан Энди Маринос и его команда не проигрывали дома в матчах Кельтской лиги и смогли обыграть соперников из «Стад Франсе» в кубке Хейнекен. Однако в финальной стадии домашнего первенства шансы клуба на победу были минимальны. В итоге команда завершила сезон, замкнув тройку призёров. Руководство регбийного союза столь впечатлилось успехами, что Раддок занял вакантную должность тренера сборной Уэльса. Он приступил к работе летом 2004 года. Покинув клуб, Раддок вызвал в сборную в числе прочих двух своих бывших подопечных, Хола Ласкома и Джейсона Форстера, которые провели первые тестовые матчи в рамках летних игр против Аргентины. Игрок «драконов» Перси Монтгомери также убедил тренеров своей сборной в собственной состоятельности, и был вызван в состав «Спрингбокс» на матчи Кубка трёх наций.
В межсезонье состав команды пополнили Гарет Купер, Кевин Морган и Сери Суини — игроки команды «Селтик Уорриорз», прекратившей существование. Дав согласие заменить Раддока на посту главного тренера, новый наставник Деклан Кидни вскоре покинул клуб, желая поработать на родине в «Ленстере». 27 июля 2004 года команду возглавил австралиец Крис Андерсон, в прошлом работавший в регбилиг. Ассистентом специалиста был назначен Лей Джонс. В новом сезоне Кельтской лиги «драконы» заняли четвёртое место, став второй командой Уэльса. На европейской арене валлийцы выступали с переменным успехом. Обыграв дома французов из «Перпиньяна» (27:14), регбисты из Ньюпорта дважды уступили «Ньюкасл Фэлконс», лишив себя перспектив на выход в плей-офф. Контракт Андерсона, рассчитанный на один сезон, не был продлён.

### 2005—2011
Основным кандидатом на позицию главного тренера являлся валлиец Пол Тёрнер, тогда тренировавший защитников в лондонском «Харлекуинс». Команду покинули Монтгомери, который вернулся в ЮАР, и Род Сноу, завершивший карьеру. В розыгрыше кубка Хейнекен 2005/06 своё превосходство продемонстрировали «Манстер» и «Сейл Шаркс». Заняв восьмое место во внутреннем чемпионате, валлийцы упустили возможность сыграть в главном турнире Европы в следующий раз: в стыковом матче команда проиграла «Парме» (15:24). Впрочем, регбистам удались победы над «Лестер Тайгерс» и «Нортгемптон Сэйнтс» в Англо-валлийском кубке, которые стали для команды важнейшими в сезоне. Тёрнер продолжил руководить командой, которую, однако, покинул Хол Ласком, перебравшийся в «Харлекуинс».
Бывший капитан сборной Уэльса Колин Чарвис пополнил состав «драконов» перед сезоном 2006/07. В том соревновательном году клуб прошёл в полуфинал Европейского кубка вызова, где проиграл французскому «Клермон-Овернь». С другой стороны, на внутренней арене валлийцам покорилось лишь девятое место. Тем не менее, регбисты избежали опасности во второй раз подряд оказаться вне круга претендентов на кубок Хейнекен. В стыковом матче команда оказалась сильнее «Кальвизано» (22:15). Та игра стала последней для Йена Гоу и Гарета Купера в качестве игроков «Дрэгонс».
Сезон 2007/08 также оказался тяжёлым для клуба. Команда подписала скрам-хава Энди Уильямса и фланкера Ричарда Паркса, чьи усилия не помогли «драконам» укрепить позиции. В розыгрыше кубка Хейнекен коллектив выиграл всего однажды, превзойдя соперников из «Бенеттона». Третий раз подряд валлийцы выбыли из Англо-валлийского кубка по итогам групповой стадии. В Кельтской лиге клуб не выигрывал с 1 января («Лланелли Скарлетс») по 6 мая («Оспрейз»). Показав в лиге худший результат среди всех валлийских команд, «драконы» вновь получили возможность бороться за кубок Хейнекен в следующем сезоне. На этот раз стыковые матчи не проводились, так как итальянский чемпионат не был завершён к установленной дате.
Летом 2008 года в команду прибыл новозеландец Том Уиллис, избранный капитаном. Снова упустив путёвку в решающие матчи еврокубка, «Дрэгонс» не смогли сконцентрироваться и на домашней кампании. В очередной раз показав худший результат среди валлийцев, регбистам опять предстояла стыковая игра против итальянских соперников. Команда опять обыграла «Кальвизано», причём матч стал последним для Адама Блэка как игрока «Дрэгонс».
Сезон 2009/10 стал относительно успешным. Команда не проигрывала дома в матчах Кельтской лиги вплоть до последнего — поражение хозяевам нанесли «Кардифф Блюз» (20:14). Клуб не сыграл в первых в истории играх плей-офф Кельтской лиги, однако стал третьем среди соседей из Уэльса, тем самым обеспечив прямое попадание в групповой этап кубка Хейнекен. Однако в розыгрыше 2009/2010 «Дрэгонс» вновь покинули состав участников еврокубка по итогам группового этапа.

### 2011—н.в.
Тёрнер покинул пост в феврале 2011 года, и ему на смену пришёл Даррен Эдвардс, изначально — в роли исполняющего обязанности. Под руководством нового специалиста команда впервые достигла полуфинала Англо-валлийского кубка, где уступила «Глостеру». В апреле того же года Эдвардс был утверждён на должности. В феврале 2014 года покинул команду.

## Игроки

### Текущий состав
Сезон 2012/13.

### Трансферы 2012/13

#### Пришли
- Дэниэл Эванс из  «Скарлетс»[27]
- Йен Ниммо из  «Корниш Пайретс»[28]
- Юэн Джонс из академии[29]
- Том Прайди из  «Оспрейз»[27]
- Тим Райан из  «Кавальери Прато»[30]
- Хивел Стоддарт из  «Ньюпорта»[31]
- Джош Тайлер из  UWIC[32]
- Ник Кадд из  «Лланелли»[33]
- Оуэн Эванс из  «Лландовери»[33]
- Лайам Дэвис из  «Скарлетс»

#### Ушли
- Алед Брю в «Биарриц»[34]
- Риз Бакли в  «Донкастер»[35]
- Ройс Кэдмен в  «Донкастер»
- Люк Чартерис в  «Перпиньян»[36][37]
- Хьюго Эллис в  «Росслин Парк»
- Кейрон Дженкинс в  «Понтиприт»[38]
- Риз Дженкинс в  «Ньюпорт»[39]
- Джеймс Лидбитер в  «Ньюпорт»[39]
- Скотт Морган в  «Ковентри»[40]
- Мартин Томас в  «Глостер»[41]
- Джейсон Тови в  «Кардифф Блюз»[42]
- Гетин Робинсон в  «Ньюпорт»[39]
- Том Райли в  «Корниш Пайретс»
- Гевин Томас — завершил карьеру'[43]

### Известные игроки
Два игрока клуба, Майкл Оуэн и Гарет Купер, попали в состав команды «Бритиш энд Айриш Лайонз» для игр в рамках турне в Новую Зеландию (2005 год). Оуэн являлся капитаном сборной Уэльса в 2005—2006 годах. Спортсмен был капитаном в момент завоевания Большого шлема 2005 года, первого за 27 лет.
Адам Блэк, Джейми Рингер, Питер Сидоли, Гарет Уайетт, Стив Джонс, Люк Чартерис, Уэйн Эванс, Алед Брю и Эшли Смит провели за «Дрэгонс» 100 и более матчей. Блэк первым преодолел этот рубеж в сезоне 2006/07.
Некоторые игроки «драконов» принимали участие в матчах сборной Уэльса, среди них: пропы Крис Энтони и Риз Томас, хукер Ллойд Бёрнс, игроки второй линии Йен Гоу и Люк Чартерис, фланкеры Джейсон Форстер, Ричард Паркс, Джейми Рингер и Гевин Томас, восьмые Майкл Оуэн и Риз Оукли, скрам-хавы Гарет Купер и Энди Уильямс, аутсайд-хав Сери Суини, центр Энди Маринос, вингеры Гарет Уайетт, Хол Ласком и Алед Брю, а также фулбэк Кевин Морган. За сборные команды других стран играли «драконы» Перси Монтгомери, Сионе Ту’ипулоту, Род Сноу, Майк Эркус, Майк Петри и Джеймс Арлидж.
Среди действующих игроков клуба в сборную вызывались Стив Джонс, Дэн Лидиэт, Уилл Харрис и Тоби Фалетау. В то же время Адам Джонс, Роберт Сидоли, Дэниэл Эванс и Том Прайди представляли Уэльс в международных встречах ещё до перехода в команду. Тондераи Чавханга играл за сборную ЮАР до прихода в «Дрэгонс», аналогичным образом сложилась карьера Анителеа Туилаги в составе «драконов» и сборной Самоа. Один из немногих именитых игроков сборной Чехии — Ян Махачек — выступал в составе «драконов».
В сборную Уэльса по регби-15 не вызывался Шон Коннор, однако он играл за сборную по регби-7, а в 2018 году вошёл в тренерский штаб сборной России как тренер защитников. Игравший на позициях винга и скрам-хава Гарет Бэйбер, также выступавший за валлийскую сборную по регби-7, в дальнейшем стал известен как тренер сборных Гонконга и Фиджи по регби-7.

## Тренеры
| Специалист      | Регбийный союз | Годы работы |
| --------------- | -------------- | ----------- |
| Майк Раддок     | Уэльс          | 2003—2004   |
| Деклан Кидни    | Ирландия       | 2004        |
| Крис Андерсон   | Австралия      | 2004—2005   |
| Пол Тёрнер      | Уэльс          | 2005—2011   |
| Даррен Эдвардс  | Уэльс          | 2011—2014   |
| Лин Джонс       | Уэльс          | 2014        |
| Кингсли Джонс   | Уэльс          | 2014—2017   |
| Бернард Джекмен | Ирландия       | 2017—2018   |
| Дин Райан       | Англия         | 2019—н.в.   |

## Результаты и статистика

### Кельская лига / Про12
| Сезон   | Игр | Побед | Ничьих | Поражений | Бонусных очков | Турнирных очков | Место |
| ------- | --- | ----- | ------ | --------- | -------------- | --------------- | ----- |
| 2003/04 | 22  | 16    | 0      | 6         | 8              | 72              | 3-е   |
| 2004/05 | 20  | 11    | 0      | 9         | 6              | 50              | 4-е   |
| 2005/06 | 22  | 7     | 0      | 13        | 9              | 45              | 8-е   |
| 2006/07 | 20  | 8     | 0      | 12        | 7              | 39              | 9-е   |
| 2007/08 | 18  | 7     | 1      | 10        | 4              | 34              | 8-е   |
| 2008/09 | 18  | 7     | 0      | 11        | 5              | 33              | 9-е   |
| 2009/10 | 18  | 8     | 1      | 9         | 5              | 39              | 7-е   |
| 2010/11 | 22  | 10    | 1      | 11        | 7              | 49              | 7-е   |

### Кельтский кубок
| Сезон   | Раунд         | Последний матч                           |
| ------- | ------------- | ---------------------------------------- |
| 2003/04 | Первый        | Поражение от «Лланелли Скарлетс» (6:40)  |
| 2004/05 | Четвертьфинал | Поражение от «Лланелли Скарлетс» (19:46) |

### Кубок Хейнекен
| Сезон   | Группа | Место | Игр | Побед | Ничьих | Поражений | Бонусных очков | Турнирных очков |
| ------- | ------ | ----- | --- | ----- | ------ | --------- | -------------- | --------------- |
| 2003/04 | 1      | 4-е   | 6   | 2     | 0      | 4         | 1              | 9               |
| 2004/05 | 5      | 3-е   | 6   | 3     | 0      | 3         | 3              | 15              |
| 2005/06 | 1      | 3-е   | 6   | 1     | 0      | 5         | 2              | 6               |
| 2007/08 | 1      | 3-е   | 6   | 1     | 0      | 5         | 4              | 8               |
| 2008/09 | 5      | 4-е   | 6   | 1     | 0      | 5         | 3              | 7               |
| 2009/10 | 2      | 4-е   | 6   | 1     | 0      | 5         | 2              | 6               |

### Европейский кубок вызова
| Сезон   | Группа        | Место                               | Игр                                 | Побед                               | Ничьих                              | Поражений                           | Бонусных очков                      | Турнирных очков                     |
| ------- | ------------- | ----------------------------------- | ----------------------------------- | ----------------------------------- | ----------------------------------- | ----------------------------------- | ----------------------------------- | ----------------------------------- |
| 2006/07 | 1             | 1-е                                 | 6                                   | 5                                   | 0                                   | 1                                   | 5                                   | 25                                  |
| 2006/07 | Четвертьфинал | «Ньюпорт ГД» 39:17 «Брив»           | «Ньюпорт ГД» 39:17 «Брив»           | «Ньюпорт ГД» 39:17 «Брив»           | «Ньюпорт ГД» 39:17 «Брив»           | «Ньюпорт ГД» 39:17 «Брив»           | «Ньюпорт ГД» 39:17 «Брив»           | «Ньюпорт ГД» 39:17 «Брив»           |
| 2006/07 | Полуфинал     | «Клермон-Овернь» 46:29 «Ньюпорт ГД» | «Клермон-Овернь» 46:29 «Ньюпорт ГД» | «Клермон-Овернь» 46:29 «Ньюпорт ГД» | «Клермон-Овернь» 46:29 «Ньюпорт ГД» | «Клермон-Овернь» 46:29 «Ньюпорт ГД» | «Клермон-Овернь» 46:29 «Ньюпорт ГД» | «Клермон-Овернь» 46:29 «Ньюпорт ГД» |

### Англо-валлийский кубок
| Сезон   | Группа | Место | Игр | Побед | Ничьих | Поражений | Бонусных очков | Турнирных очков |
| ------- | ------ | ----- | --- | ----- | ------ | --------- | -------------- | --------------- |
| 2005/06 | D      | 3-е   | 3   | 2     | 0      | 1         | 0              | 8               |
| 2006/07 | D      | 3-е   | 3   | 1     | 0      | 2         | 0              | 4               |
| 2007/08 | A      | 4-е   | 3   | 0     | 1      | 2         | 3              | 5               |
| 2008/09 | A      | 3-е   | 3   | 1     | 0      | 2         | 1              | 5               |
| 2009/10 | 4      | 2-е   | 4   | 3     | 0      | 1         | 0              | 12              |